# Jan Nygren (politiker)
Ture Karl Jan Nygren, född 15 april 1950 i Trollhättan, är en svensk tidigare politiker (socialdemokrat). 

## Biografi
Nygren var SSU-ordförande 1978–1984, statssekreterare i Civildepartementet 1987–1988 och i Försvarsdepartementet 1988–1991. Han var 1994–1996 statsråd i statsrådsberedningen (samordningsminister). År 1995–1996 var han även ansvarig minister för vapenexportfrågor. Mellan åren 1992 och 1994 satt han i styrelsen för Försvarets materielverk.
Det fanns ett brett stöd inom socialdemokratiska partiet för att 1996 välja honom till partiledare som efterträdare till Ingvar Carlsson. Han valde att avstå från att kandidera och efter att även Mona Sahlin dragit sig tillbaka blev Göran Persson vald till ny partiledare.
Nygren arbetade från 1997 som VD för Riksbyggen, men slutade 1 augusti 2000 för att börja som senior advisor på Saab AB, där han sedermera blev vice VD. Han var också ordförande i  Försvarsindustriföreningen.
Från januari 2007 är han styrelseordförande i PrimeKey Solutions AB. Nygren har varit verksam som seniorkonsult, delägare och partner i konsultbolaget Consilio International AB som bl.a. ägnar sig åt rådgivning till företag på komplicerade internationella marknader. 
1 april 2015 tillträdde Nygren som styrelseordförande för Försvarets materielverk.
Nygren är ledamot av Ingenjörsvetenskapsakademien sedan 2005 och ledamot av Kungliga Krigsvetenskapsakademien sedan 2007.